# آرامگاه شاه میل لرزان
بقعه شاه میل لرزان مربوط به دوره قاجار است و در شهرستان طوالش، روستای شاه میل لرزان واقع شده و این اثر در تاریخ ۱۰ مهر ۱۳۸۰ با شمارهٔ ثبت ۴۱۹۳ به‌عنوان یکی از آثار ملی ایران به ثبت رسیده است.